# Vinkel Sogn
Vinkel Sogn er et sogn i Viborg Domprovsti (Viborg Stift).
I 1800-tallet var Sønder Rind Sogn anneks til Vinkel Sogn. Begge sogne hørte til Middelsom Herred i Viborg Amt. Trods annekteringen var de to selvstændige sognekommuner. Ved kommunalreformen i 1970 blev de begge indlemmet i Viborg Kommune.
I Vinkel Sogn ligger Vinkel Kirke og hovedgården Randrup.
I sognet findes følgende autoriserede stednavne:
- Horsdalgårde (bebyggelse)
- Kærstrup (bebyggelse)
- Nabe (bebyggelse, ejerlav)
- Odsgårde (bebyggelse)
- Randrup Mark (bebyggelse)
- Vigstrup (bebyggelse)
- Vinkel (bebyggelse, ejerlav)
- Vinkel Hede (bebyggelse)
- Vinkel Vesterby (bebyggelse)